# Zachary Smith
Pour les articles homonymes, voir Smith.
Zachary Smith, dit Zack Smith, (né le 5 avril 1988 à Maple Creek, dans la province de la Saskatchewan au Canada) est un joueur professionnel canadien de hockey sur glace évoluant à la position de centre.

## Carrière
Après quatre saisons dans la Ligue de hockey de l'Ouest avec les Broncos de Swift Current, Zack Smith se voit être réclamé au troisième tour par les Sénateurs d'Ottawa à l'occasion du repêchage de 2008 de la Ligue nationale de hockey.
Il devient dès lors joueur professionnel et rejoint le club affilié aux Sénateurs dans la Ligue américaine de hockey, les Senators de Binghamton. Au cours de cette première saison, il est appelé à prendre part à sa première rencontre en LNH. Smith partage par la suite la saison 2009-2010 entre la LNH et la LAH.
Le 16 juillet 2019, il est échangé aux Blackhawks de Chicago en retour de l'attaquant Artiom Anissimov.
Le 17 septembre 2021, il annonce sa retraite après avoir joué durant 12 saisons dans la LNH.

## Parenté dans le sport
Il est le neveu du joueur de hockey de la LNH, Barry Dean.

## Statistiques
| Saison     | Équipe                    | Ligue          |     | Saison régulière | Saison régulière | Saison régulière | Saison régulière | Saison régulière |   | Séries éliminatoires | Séries éliminatoires | Séries éliminatoires | Séries éliminatoires | Séries éliminatoires |
| Saison     | Équipe                    | Ligue          | PJ  | B                | A                | Pts              | Pun              | PJ               | B | A                    | Pts                  | Pun                  |                      |                      |
| 2004-2005  | Broncos de Swift Current  | LHOu           | 14  | 1                | 1                | 2                | 0                | -                | - | -                    | -                    | -                    |                      |                      |
| 2005-2006  | Broncos de Swift Current  | LHOu           | 64  | 2                | 5                | 7                | 78               | 3                | 0 | 0                    | 0                    | 9                    |                      |                      |
| 2006-2007  | Broncos de Swift Current  | LHOu           | 71  | 16               | 15               | 31               | 130              | 6                | 0 | 2                    | 2                    | 11                   |                      |                      |
| 2007-2008  | Broncos de Swift Current  | LHOu           | 72  | 22               | 47               | 69               | 136              | 12               | 5 | 5                    | 10                   | 29                   |                      |                      |
| 2007-2008  | Moose du Manitoba         | LAH            | -   | -                | -                | -                | -                | 6                | 0 | 1                    | 1                    | 0                    |                      |                      |
| 2008-2009  | Senators de Binghamton    | LAH            | 79  | 24               | 24               | 48               | 132              | -                | - | -                    | -                    | -                    |                      |                      |
| 2008-2009  | Sénateurs d'Ottawa        | LNH            | 1   | 0                | 0                | 0                | 0                | -                | - | -                    | -                    | -                    |                      |                      |
| 2009-2010  | Senators de Binghamton    | LAH            | 68  | 14               | 27               | 41               | 100              | -                | - | -                    | -                    | -                    |                      |                      |
| 2009-2010  | Sénateurs d'Ottawa        | LNH            | 15  | 2                | 1                | 3                | 14               | 6                | 0 | 0                    | 0                    | 5                    |                      |                      |
| 2010-2011  | Sénateurs d'Ottawa        | LNH            | 55  | 4                | 5                | 9                | 120              |                  |   |                      |                      |                      |                      |                      |
| 2010-2011  | Senators de Binghamton    | LAH            | 22  | 7                | 5                | 12               | 32               | 23               | 8 | 12                   | 20                   | 36                   |                      |                      |
| 2011-2012  | Sénateurs d'Ottawa        | LNH            | 81  | 14               | 12               | 26               | 98               | 7                | 0 | 1                    | 1                    | 10                   |                      |                      |
| 2012-2013  | Frederikshavn White Hawks | Al Bank ligaen | 7   | 4                | 6                | 10               | 18               | -                | - | -                    | -                    | -                    |                      |                      |
| 2012-2013  | Sénateurs d'Ottawa        | LNH            | 48  | 4                | 11               | 15               | 56               | 10               | 1 | 1                    | 2                    | 31                   |                      |                      |
| 2013-2014  | Sénateurs d'Ottawa        | LNH            | 82  | 13               | 9                | 22               | 111              | -                | - | -                    | -                    | -                    |                      |                      |
| 2014-2015  | Sénateurs d'Ottawa        | LNH            | 37  | 2                | 1                | 3                | 18               | 3                | 0 | 0                    | 0                    | 0                    |                      |                      |
| 2014-2015  | Senators de Binghamton    | LAH            | 2   | 1                | 1                | 2                | 2                | -                | - | -                    | -                    | -                    |                      |                      |
| 2015-2016  | Sénateurs d'Ottawa        | LNH            | 81  | 25               | 11               | 36               | 80               | -                | - | -                    | -                    | -                    |                      |                      |
| 2016-2017  | Sénateurs d'Ottawa        | LNH            | 74  | 16               | 16               | 32               | 61               | 19               | 1 | 5                    | 6                    | 12                   |                      |                      |
| 2017-2018  | Sénateurs d'Ottawa        | LNH            | 68  | 5                | 14               | 19               | 54               | -                | - | -                    | -                    | -                    |                      |                      |
| 2018-2019  | Sénateurs d'Ottawa        | LNH            | 70  | 9                | 19               | 28               | 81               | -                | - | -                    | -                    | -                    |                      |                      |
| 2019-2020  | Blackhawks de Chicago     | LNH            | 50  | 4                | 7                | 11               | 29               | -                | - | -                    | -                    | -                    |                      |                      |
| Totaux LNH | Totaux LNH                | Totaux LNH     | 662 | 98               | 106              | 204              | 722              | 45               | 2 | 7                    | 9                    | 58                   |                      |                      |

## Trophées et distinction

### Ligue américaine de hockey
- Il remporte la Coupe Calder avec les Senators de Binghamton en 2010-2011.